# Spinamblys fuscatorius
Spinamblys fuscatorius là một loài tò vò trong họ Ichneumonidae.